# Constantí Bonet i Zanuy
Constantí Bonet i Zanuy (Tamarit de Llitera, 1808 - Tarragona, 1875) fou un teòleg i religiós conegut per ser bisbe de Girona i arquebisbe de Tarragona.

## Biografia
Nasqué l'any 1808, a Tamarit de Llitera (província d'Osca). Fou fill de Mamés Bonet, de Tamarit, i d'Antònia Zanuy, d'Auñón (província de Guadalajara). Cinquè fill d'una família de pagesos rics, però ben aviat es quedà orfe de mare. Al Seminari Conciliar de Lleida estudià filosofia i més tard rebé les sagrades ordes. Exercí també com a catedràtic del Seminari de Lleida fins que fou expulsat per les seves idees polítiques contràries al règim del moment. Vers el 1841 fou anomenat ecònom de la parròquia de les Borges d'Urgell. El 1846 es doctorà en Teologia a la Universitat de Saragossa. El 1862, el Sant Pare el va nomenar bisbe de Girona. Fou traslladat a Tarragona, on va ser nomenat arquebisbe l'any 1875. Constantí Bonet i Zanuy morí a Tarragona l'any 1878.

## Arquebisbe Bonet i Tarragona
L'estada de l'Arquebisbe a Tarragona va ser curta però molt intensa. En els 3 anys, des que va ser nomenat fins que va morir, va engegar múltiples empreses, totes elles relacionades amb la preocupació pel que fa a l'educació dels nens i joves i l'ajut a les classes socials més desfavorides, Dugué a terme diverses actuacions entre les quals hi destaquen dues fundacions: les Germanetes dels Pobres i l'església parroquial de Sant Pere del Serrallo.
El barri marítm del Serrallo l'hi té dedicada una plaça, l'anomenada "Plaça del Bisbe Bonet". Hi ha però una petita inexactitud en la nomenclatura, ja que hauria de ser pròpiament "Plaça de l'arquebisbe Bonet".